# Скарн
Скарни (англ. skarn нім. Skarngestein m, від швед. scarn — бруд) — високотемпературна контактово-метасоматична гірська порода, що складається з кальцієвих, магнієвих, залізистих і манґанових силікатів та алюмосилікатів. Текстура зазвичай масивна, структура — повнокристалічна. Скарни складають переважно контактові лінзовидні і пластоподібні тіла, рідше — трубоподібні і жильні тіла в карбонатних і алюмосилікатних гірських порід. Утворення скарнів — це результат дії на первинні гірські породи, переважно вапняки та доломіти, високотемпературних розчинів, які містили залізо, магній, кальцій, силіцій, алюміній та ін. метали, за участі у процесах води, вуглекислоти, хлору, фтору, бору та ін. За мінералогічним та хімічним складом розрізняють два типи скарнів: вапнякові та магнезіальні. Вапнякові утворюються на гранітоїдів з вапняками, магнезіальні — з доломітами. Скарни часто рудоносні.